# Fáji János
Fáji János (Szászvesszős, 1703. július 9. – Alvinc, 1757. február 26.) református lelkész, Fáy József bátyja.

## Élete
A Nagyenyedi Kollégium elvégzése után előbb Leidenben, majd 1732 januárjától 1734-ig Utrechtben teológiai tanulmányokat folytatott.
1734. június 29-én a küküllővári papok kollégiumában avatták pappá 23 társával. 1735. május 22-én az Alvinci református egyház lelkipásztorává választották meg ahol élete végéig szolgált.

## Munkássága
Írt verseket gróf Bethlen István halálára is, valamint szülei haláláról is megemlékezett Kolozsváron, melyet a "halotti chártátska" formába nyomtatott ki.
Az "Univerzális Historiájából" csak a Jézus születéséig terjedő első kötetet dolgozta ki.
Legjelentősebb munkája az" Adversária Johannis Fáji" (Fáji János Naplója (1732)). Ennek családtörténeti adatait Ferenczi Sándor 1914-ben feldolgozta és megjelentette Kolozsvárt. A napló egyetemjárásáról szóló része (mintegy 300 oldal) még feldolgozásra és kiadásra vár.

## Művei
- Disputatio theologica casuistica de mendatio. Traj. ad Rh., 1733.